# 조선민주주의인민공화국 상업성
상업성(商業省) 또는 상무성(商務省), 상공성(商工省)은 조선민주주의인민공화국 내각에서 상업, 물자 행정, 물자 배급랑 획정, 물가 행정, 무역에 관한 사무를 관장하는 내각 중앙행정기관이다. 해외,무역, 수출입에 관련된 사무는 무역성 또는 대외경제위원회로 이관되었으나 일시는 불명확하다.

## 연혁
- 1948년 9월 2일 조선민주주의인민공화국 수립과 함께 상업성으로 발족.
- 1957년 9월 20일 대내외상업성으로 명칭 변경
- 1959년 9월 28일 다시 상업성으로 명칭 환원
- 상업부로 명칭 변경
- 상업성으로 명칭 환원

## 조직과 업무

### 산하 외청
- 조선소비조합

## 역대 상, 부상

### 역대 상업상
- 장시우 (1948년 9월 ~ 1954년 3월)
- 진반수, 1954년 3월, 서리
- 윤공흠 (1954년 3월 ~ 1954년 3월 23일)
- 정준택 (1954년 3월 23일 ~ 1956년 8월), 재정상 겸직
- 진반수 1957년 9월 20일 ~ 1958년 9월 25일, 대내외상업성으로 명칭 변경
- 진반수 1958년 9월 26일 ~ 1959년 9월 28일
- 정두환 1959년 9월 28일 ~
- 김세봉 1962년 7월 11일 ~ 1962년 8월 24일
- 김세봉 1962년 8월 25일 ~ 1962년 10월 22일
- 김세봉 1962년 10월 23일 ~
- 안승학 1967년 12월 16일 ~

- 한장근(韓章根) 1986년 11월 29일 ~ ,부장
- 한장근(韓章根) 1990년 5월 24일 ~ 1994년 2월, 부장
- 한장근(韓章根) 1994년 2월 ~ 1994년 9월, 부장
- 임정상(任正尙) 1994년 9월 ~ , 부장

- 리용선 1998년 9월 1일 ~ 2000년 9월 4일
- 리용선 2000년 9월 5일 ~ 2003년 9월 2일
- 리용선 2003년 9월 3일 ~ 2008년
- 김봉철 : 2008년 ~ 2009년 4월 8일
- 김봉철 : 2009년 4월 9일 ~ 2012년 2월 17일
- 리성호 : 2012년 4월 ~ 2013년 10월
- 김경남 : 2013년 10월 ~ 2021년 1월
- 박혁철 : 2021년 1월 ~ 2022년 6월
- 곽정준 : 2022년 6월 ~

### 역대 부상
- 윤공흠 1948년 9월 2일 ~
- 유도신 (1950년 전후)
- 진반수
- 황태성 1960년 전후
- 안승학 1962년 10월 23일 ~ 1967년 12월 16일
- 김봉철(金奉哲) 1998년 9월 ~ 2001년 7월
- 리성호 2012년 1월 ~ 2012년 4월
- 김경남 2012년 4월 ~ 2013년 10월

### 역대 부부상
- 황태성 1948년 9월 2일 ~ 1951년 1월 31일
- 김봉철(金奉哲) 1994년 8월 ~ 1998년 9월, 부부장
- 김경남 : ~ 2012년 4월

## 산하 기관
- 지방관리국
- 인민봉사총국

### 산하외청
- 조선상업회의소

## 같이 보기
- 조선민주주의인민공화국 재정성
- 모피아